# Boiadeiro australiano de cauda chata
O boiadeiro australiano de cauda chata[a] (em inglês:  Australian stumpy tail cattle dog) é uma raça de cão boiadeiro originária da Austrália. A raça descende dos cães Smithfield, levados à Austrália no século XIX, onde cruzaram com os dingos. Apesar dos escassos registros sobre trabalhos na época, acredita-se que eram utilizados como animais de trabalho, além de uma variedade considerável sobre o desenvolvimento da raça, o que não permitiu precisão nos dados evolutivos. Como características gerais apresenta estrutura proporcional e robusta, orelhas esticadas e pernas longas, além da falta de cauda longa, sempre inferior aos 10 cm.